# Pectinichelus kryzhanovskii
Pectinichelus kryzhanovskii är en skalbaggsart som beskrevs av Nikolajev 2004. Pectinichelus kryzhanovskii ingår i släktet Pectinichelus och familjen Melolonthidae. Inga underarter finns listade i Catalogue of Life.